# Stephenia miranda
Stephenia miranda is een vlinder uit de familie van de Nymphalidae. De wetenschappelijke naam van deze soort is voor het eerst voorgesteld, als Acraea miranda, door Norman Denbigh Riley in een publicatie uit 1920.

## Verspreiding
Deze soort komt voor in de droge savannes van Somalië, Zuidoost-Ethiopië en Noord-Kenia.

## Waardplanten
De rups leeft op Loewia tanaensis Urb. (Passifloraceae).